# 周桥水库
周桥水库是中国湖北省襄阳市枣阳市境内的一座水库，位于泥河支流苍龙河上，建于1966年。水库正常库容为2040万立方米，集雨面积为61.7平方千米，海拔为124米。